# 3e parallèle sud
Pour les articles homonymes, voir 3e parallèle.
En géographie, le 3e parallèle sud est le parallèle joignant les points de la surface de la Terre dont la latitude est égale à 3° sud.

## Géographie

### Dimensions
Au niveau de 3° de latitude sud, un degré de longitude équivaut à 111,168 km ; la longueur totale du parallèle est donc de 40 020 km, soit environ 99,9 % de celle de l'équateur. Il en est distant de 332 km et du pôle Sud de 9 670 km.

### Régions traversées
En débutant par 0° de longitude et en se dirigeant vers l'est, le 3e parallèle sud traverse successivement :
- Océan Atlantique
- Afrique :
  - Gabon
  - République du Congo
  - République démocratique du Congo
  - Burundi
  - Tanzanie
  - Kenya
- Océan Indien
- Indonésie (Pagai Selatan, Sumatra, Bangka, Lepar et Belitung)
- Détroit de Karimata
- Indonésie (Bornéo)
- Détroit de Makassar
- Indonésie (Sulawesi)
- Mer de Banda
- Indonésie (Seram)
- Mer de Seram
- Indonésie (Nouvelle-Guinée occidentale)
- Baie de Cenderawasih
- Indonésie (Nouvelle-Guinée occidentale)
- Papouasie-Nouvelle-Guinée
- Océan Pacifique
- Papouasie-Nouvelle-Guinée (Nouvelle-Irlande et Tabar)
- Océan Pacifique
- Amérique :
  - Équateur
  - Pérou
  - Colombie
  - Brésil
- Océan Atlantique